# Memeng
Memeng (nep. बुङमती) – gaun wikas samiti we wschodniej części Nepalu w strefie Meći w dystrykcie Panchthar. Według nepalskiego spisu powszechnego z 2001 roku liczył on 962 gospodarstw domowych i 5259 mieszkańców (2656 kobiet i 2603 mężczyzn).